# Good Vibrations
"Good Vibrations" là bài hát do Brian Wilson sáng tác với phần lời được hoàn thiện bởi Mike Love, và do ban nhạc The Beach Boys trình bày. Đĩa đơn được phát hành vào ngày 10 tháng 10 năm 1966 và ngay lập tức có được thành công vang dội, đứng đầu bảng xếp hạng của nhiều quốc gia trong đó có Mỹ và Anh. Được cấu trúc từ những tầng lớp âm phức tạp, cấu trúc lặp và đảo phách của nhạc pop đương thời, đây là ca khúc được đầu tư tốn kém nhất lịch sử vào thời điểm đó. "Good Vibrations" sau này được đánh giá là một trong những sản phẩm chỉn chu nhất của thời kỳ nhạc rock.
Wilson viết nên ca khúc về những rung cảm, lấy cảm hứng từ câu chuyện của mẹ anh kể khi còn nhỏ rằng những chú chó chỉ sủa người lạ khi chúng cảm nhận được "những rung cảm xấu". Anh còn sử dụng nhiều ý tưởng từ ngoại cảm, trong khi phần ca từ được Love sáng tác từ phong trào Flower Power đang lên trong cộng đồng lúc đó. Về cơ bản, ca khúc được xây dựng và thu âm giống các ca khúc mà Wilson thu âm cho album Smile. Ca khúc không được đưa vào bất cứ album nào, mà được phát hành dưới dạng đĩa đơn với ca khúc "Let's Go Away for Awhile" từ Pet Sounds ở mặt B. Sau khi dự án Smile không thể hoàn tất, ca khúc này được đưa vào LP thay thế Smiley Smile (1967) và nằm trong album tuyển tập The Smile Sessions (2011).
Việc thu âm và sản xuất của "Good Vibrations" là điều chưa từng có trong lịch sử. Ca khúc ngốn của ê-kíp sản xuất tổng cộng hơn 90 giờ thu âm, và tiêu tốn của ban nhạc tới hơn 10.000 $, một số tiền khổng lồ vào thời điểm đó. Brian Wilson xây dựng ca khúc theo hơi hướng của Pet Sounds với những cụm giai điệu ngắn, nhiều đoạn chuyển và thuê một số nghệ sĩ hỗ trợ để có thể ghi âm rải rác trong 4 phòng thu ở Hollywood từ tháng 2 tới tháng 9 năm 1966. Điều đó khiến ca khúc trở nên phức tạp với nhiều đoạn chuyển giọng, chất liệu, nhạc cụ và cả cảm xúc. Derek Taylor sau đó thu âm đè nhiều lần nhằm tạo hiệu ứng "dàn nhạc". Đây chính là tiền đề của experimental pop phỏng theo nguyên tắc của psychedelic và progressive rock, khi trực tiếp biến phòng thu trở thành nhạc cụ chính của ban nhạc. Ca khúc còn có sự đóng góp của những nhạc cụ hiếm gặp như jaw harp hay Electro-Theremin, góp phần đáng kể trong việc tăng doanh số bán đàn theremin và synthesizer sau đó.
"Good Vibrations" giúp The Beach Boys có được đề cử Grammy cho "Trình diễn nhóm xuất sắc nhất" vào năm 1966. Ca khúc sau đó có tên tại Grammy Đại sảnh Danh vọng vào năm 1994. Ca khúc còn có được vị trí quán quân của tạp chí Mojo trong danh sách "100 bản thu âm vĩ đại nhất mọi thời đại" và vị trí số 6 trong "500 bài hát vĩ đại nhất" của tạp chí Rolling Stone. Ca khúc cũng có tên trong danh sách "500 bài hát thay đổi lịch sử nhạc rock" của Đại sảnh Danh vọng Rock and Roll. Sau này, ca khúc được chính các nghệ sĩ thừa nhận là cảm hứng sáng tác cho các giai điệu nổi tiếng khác như "A Day in the Life" (1967) của The Beatles hay "Bohemian Rhapsody" (1975) của Queen. Todd Rundgren từng hát lại ca khúc này vào năm 1976 và cũng đạt vị trí số 34 tại Billboard Hot 100. The Beach Boys sau này cũng cho phát hành một ca khúc khác được thu âm cùng giai đoạn này là "Heroes and Villains" (1967), song không có được thành công đáng kể.

## Thành phần tham gia sản xuất
The Beach Boys
- Mike Love – hát chính[16]
- Brian Wilson – hát,[17] sản xuất,[18] trộn âm[18]
- Carl Wilson – hát chính,[19] guitar nền, shaker đoạn 2:13–2:56[20]
- Dennis Wilson – Hammond organ đoạn 2:13–2:56[21][17]

Nghệ sĩ khách mời và sản xuất
- Hal Blaine – trống,[17] timpani,[22] và định âm[22]
- Al De Lory – piano,[22] harpsichord[22]
- Jesse Ehrlich – cello[22]
- Larry Knechtel – organ[21]
- Tommy Morgan – harmonica[17]
- Al Casey – guitar[23]
- Ray Pohlman – bass điện tử[24]
- Lyle Ritz – double bass[25]
- Jim Horn – piccolo[26]
- Paul Tanner – Electro-Theremin[27][22][17]

Tay bass Carol Kaye tham gia vào nhiều giai đoạn thu âm khác nhau của "Good Vibrations", và được ghi là người đóng góp thầm lặng của ca khúc. Tuy nhiên, nhà nghiên cứu về The Beach Boys, Craig Slowinski, ghi rằng không có bản thu nào của Kaye được đưa vào ấn bản phát hành đĩa đơn cuối cùng.

## Xếp hạng
| Bảng xếp hạng (1966–1967)         | Vị trí cao nhất |
| --------------------------------- | --------------- |
| Australia Go-Set National Top 40  | 2               |
| Áo (Ö3 Austria Top 40)            | 9               |
| Bỉ (Ultratop 50 Flanders)         | 6               |
| Canadian RPM Top Singles          | 2               |
| Finland (Suomen virallinen lista) | 3               |
| Irish Singles Chart               | 3               |
| Malaysian Singles Chart           | 1               |
| Hà Lan (Dutch Top 40)             | 4               |
| Hà Lan (Single Top 100)           | 4               |
| New Zealand (Listener)            | 1               |
| Na Uy (VG-lista)                  | 2               |
| Singaporean Singles Chart         | 2               |
| Nam Phin Chart                    | 3               |
| UK (Official Charts Company)      | 1               |
| US Billboard Hot 100              | 1               |
| Tây Đức (Official German Charts)  | 8               |

| Bảng xếp hạng (1976)         | Vị trí cao nhất |
| ---------------------------- | --------------- |
| UK (Official Charts Company) | 18              |

| Bảng xếp hạng (1976) | Vị trí cao nhất |
| -------------------- | --------------- |
| US Billboard Hot 100 | 34              |

| Bảng xếp hạng (1966) | Vị trí |
| -------------------- | ------ |
| UK                   | 10     |
| US Billboard Hot 100 | 33     |